# Dezadeash
Il Dezadeash è un fiume del Canada della lunghezza di 150 chilometri. Nasce nello Yukon dal Lago Dezadeash, poi scorre ed infine confluisce nel fiume Alsek. Fra gli affluenti il fiume Aishihik.